# 780 TCN
780 TCN là một năm trong lịch La Mã.